# Хлубоке Машувки
Хлубоке Машувки (чеш. Hluboké Mašůvky) је насељено мјесто са административним статусом сеоске општине (чеш. obec) у округу Знојмо, у Јужноморавском крају, Чешка Република.

## Становништво
Према подацима о броју становника из 2014. године насеље је имало 810 становника.